# Антоњинек
Антоњинек (пољ. Antoninek) је село у Пољској које се налази у војводству Мазовском у повјату Отвоцком у општини Колбјел.
Од 1975. до 1998. године ово насеље се налазило у Сједлецком војводству.